# 2. Damenbundesliga 2017 (Football)
Die 2. Damenbundesliga 2017 war die zehnte Saison der zweithöchsten Spielklasse im American-Football in Deutschland für Frauen seit ihrer Neugründung.
Im Finale gewannen die im Stadtduell die Cologne Falconets gegen die Cologne Ronin Ladies mit 44:0.

## Modus
Die Spiele werden mit 9 gegen 9 Spielerinnen ausgetragen (mindestens 5 an der LOS) und haben eine Dauer von 4 × 8 Minuten. Am Spieltag müssen die Teams mindestens jeweils 13 spielfähige Spielerinnen antreten lassen. Führt ein Team mit mehr als 35 Punkten, wird die Mercy-Rule angewandt und das Spiel beendet.
In der Saison 2017 treten insgesamt 16 Teams in vier getrennten Gruppen an (je vier pro Gruppe). Jede dieser Gruppen trägt ein doppeltes Rundenturnier aus, wobei jedes Team einmal das Heimrecht genießt. Nach jeder Partie erhält die siegreiche Mannschaft zwei und die besiegte null Punkte. Bei einem Unentschieden erhält jede Mannschaft einen Punkt. Die Punkte des Gegners werden als Minuspunkte gerechnet. Nach Beendigung des Rundenturniers wird eine Rangliste ermittelt, bei der zunächst die Anzahl der erzielten Punkte entscheidend ist. Bei Punktgleichheit entscheidet der direkte Vergleich.
Nach den Rundenturnieren spielen die jeweils zwei bestplatzierten Mannschaften in drei Play-off-Runden um das Aufstiegsrecht in die 1. Damenbundesliga (DBL).
Pro Gruppe qualifizieren sich zwei Teams für die Play-offs: die Gruppenersten und -zweiten. In der ersten Runde der Play-offs, dem Viertelfinale, spielen die Gruppen Nord und West 1 über Kreuz gegeneinander und die Gruppen West 2 und Süd. Das heißt, der jeweils Erstplatzierte spielt gegen den Zweitplatzierten der anderen Gruppe. Hierbei genießen die Gruppenersten Heimrecht. Anschließend spielen im Halbfinale die Sieger der Viertelfinals 1 und 2 gegeneinander und die der Viertelfinals 3 und 4. Die siegreichen Teams treten im Finale gegeneinander an.

## Teams
In der Gruppe Nord haben die folgenden Teams am Ligabetrieb teilgenommen:
- Braunschweig Lady Lions
- Hamburg Blue Devilyns
- Hannover Grizzlies Ladies
- Spandau Bulldogs Ladies

In der Gruppe West 1 haben die folgenden Teams am Ligabetrieb teilgenommen:
- Aachen Vampires Damen
- Cologne Falconets
- Cologne Ronin Ladies
- Mönchengladbach Wolfpack Ladies (erstmalige Ligateilnahme)

In der Gruppe West 2 haben die folgenden Teams am Ligabetrieb teilgenommen:
- Bielefeld Bulldogs
- Bochum Miners
- Solingen Paladins Ladies (erstmalige Ligateilnahme)
- Wuppertal Greyhounds Ladies (erstmalige Ligateilnahme)

In der Gruppe Süd haben die folgenden Teams am Ligabetrieb teilgenommen:
- Crailsheim Hurricanes (Absteiger aus DBL)
- Saarland Lady Canes
- Stuttgart Scorpions Sisters
- Red Knights Tübingen Ladies (erstmalige Ligateilnahme)

## Saisonverlauf
In der Saison 2017 nahmen mit 16 Teams so viele wie in keiner Saison zuvor an der 2. Damen-Bundesliga teil, weshalb die Liga in vier Gruppe mit je vier Mannschaften aufgeteilt wurde. Während die Crailsheim Hurricanes freiwillig aus der 1. Bundesliga abstiegen, meldeten sich die Mönchengladbach Wolfpack Ladies, Solingen Paladins Ladies, Wuppertal Greyhounds Ladies und Red Knights Tübingen Ladies erstmals für den deutschen Ligabetrieb an.
Nordmeisterinnen wurden die Braunschweig Lady Lions mit fünf Siegen und einer Niederlage vor den Hannover Grizzlies Ladies. Der Weg beider Teams endete im Viertelfinale. 
In der Gruppe West 1 gewannen die Cologne Falconets ungeschlagen die Gruppe vor der Stadtkonkurrenz, den Cologne Ronin Ladies. Die Falconets zogen nach einem 54:0-Sieg gegen die Hannover Grizzlies Ladies und einem Sieg gegen die Bochum Miners mit 36:6 in das Finale ein. Ebenso gewannen die Ronin Ladies erst im Viertelfinale gegen die Braunschweig Lady Lions mit 22:6 und anschließend mit 12:0 im Halbfinale gegen die Wuppertal Greyhounds Ladies, womit sie ebenfalls im Finale standen.
In der Pendantgruppe West 2 holten die Ladies der Wuppertal Greyhounds den Gruppensieg mit fünf Siegen und einer Niederlage. Gruppenzweite wurden die Bochum Miners. Beide Mannschaften schieden im Halbfinale aus.
Die Meisterschaft im Süden gewannen die Crailsheim Hurricanes ungeschlagen vor den Stuttgart Scorpions Sisters. Beide verloren anschließend im Viertelfinale.
Das Finale fand am 23. September 2017 in Köln statt, da sich die Stadtrivalen Cologne Falconets und Cologne Ronin Ladies gegenüberstanden. Die Falconets gewannen deutlich mit 44:0 und stiegen in die DBL auf.

### Abschlusstabellen
| Gruppe Nord | Gruppe Nord               | Gruppe Nord | Gruppe Nord | Gruppe Nord | Gruppe Nord | Gruppe Nord | Gruppe Nord |    | Gruppe West 1                   | Gruppe West 1 | Gruppe West 1 | Gruppe West 1 | Gruppe West 1 | Gruppe West 1 | Gruppe West 1 | Gruppe West 1 |
| #           | Team                      | Punkte      | Sp          | S           | U           | N           | TD-Pkt.     | #  | Team                            | Punkte        | Sp            | S             | U             | N             | TD-Pkt.       |               |
| ----------- | ------------------------- | ----------- | ----------- | ----------- | ----------- | ----------- | ----------- | -- | ------------------------------- | ------------- | ------------- | ------------- | ------------- | ------------- | ------------- | ------------- |
| 1.          | Braunschweig Lady Lions   | 10:20       | 6           | 5           | 0           | 1           | 154:900     | 1. | Cologne Falconets               | 12:00         | 6             | 6             | 0             | 0             | 250:140       |               |
| 2.          | Hannover Grizzlies Ladies | 08:40       | 6           | 4           | 0           | 2           | 176:153     | 2. | Cologne Ronin Ladies            | 08:40         | 6             | 4             | 0             | 2             | 105:119       |               |
| 3.          | Hamburg Blue Devilyns     | 06:60       | 6           | 3           | 0           | 3           | 145:118     | 3. | Aachen Vampires Damen           | 08:40         | 6             | 2             | 0             | 4             | 092:139       |               |
| 4.          | Spandau Bulldogs Ladies   | 00:12       | 6           | 0           | 0           | 6           | 057:171     | 4. | Mönchengladbach Wolfpack Ladies | 00:12         | 6             | 0             | 0             | 6             | 024:199       |               |

| Gruppe West 2 | Gruppe West 2               | Gruppe West 2 | Gruppe West 2 | Gruppe West 2 | Gruppe West 2 | Gruppe West 2 | Gruppe West 2 |    | Gruppe Süd                  | Gruppe Süd | Gruppe Süd | Gruppe Süd | Gruppe Süd | Gruppe Süd | Gruppe Süd | Gruppe Süd |
| #             | Team                        | Punkte        | Sp            | S             | U             | N             | TD-Pkt.       | #  | Team                        | Punkte     | Sp         | S          | U          | N          | TD-Pkt.    |            |
| ------------- | --------------------------- | ------------- | ------------- | ------------- | ------------- | ------------- | ------------- | -- | --------------------------- | ---------- | ---------- | ---------- | ---------- | ---------- | ---------- | ---------- |
| 1.            | Wuppertal Greyhounds Ladies | 10:20         | 6             | 5             | 0             | 1             | 162:690       | 1. | Crailsheim Hurricanes       | 12:00      | 6          | 6          | 0          | 0          | 138:720    |            |
| 2.            | Bochum Miners               | 08:40         | 6             | 4             | 0             | 2             | 180:151       | 2. | Stuttgart Scorpions Sisters | 07:50      | 6          | 3          | 1          | 2          | 118:820    |            |
| 3.            | Bielefeld Bulldogs          | 06:60         | 6             | 3             | 0             | 3             | 132:134       | 3. | Saarland Lady Canes         | 05:70      | 6          | 2          | 1          | 3          | 116:980    |            |
| 4.            | Solingen Paladins Ladies    | 00:12         | 6             | 0             | 0             | 6             | 000:120       | 4. | Red Knights Tübingen Ladies | 00:12      | 6          | 0          | 0          | 6          | 000:120    |            |

Erläuterung: Play-off-Qualifikation, Stand: 23. September 2017 (Saisonende)

### Play-offs
| Viertelfinale | Viertelfinale               | Viertelfinale        |      |                             | Halbfinale | Halbfinale | Halbfinale |  |  | Finale | Finale | Finale |
|               |                             |                      |      |                             |            |            |            |  |  |        |        |        |
| W1 1          | Cologne Falconets           | 54                   |      |                             |            |            |            |  |  |        |        |        |
| N 2           | Hannover Grizzlies Ladies   | 0                    |      |                             |            |            |            |  |  |        |        |        |
| N 2           | Hannover Grizzlies Ladies   | 0                    | W2 2 | Bochum Miners               | 6          |            |            |  |  |        |        |        |
|               |                             |                      | W2 2 | Bochum Miners               | 6          |            |            |  |  |        |        |        |
|               | W1 1                        | Cologne Falconets    | 36   |                             |            |            |            |  |  |        |        |        |
| S 1           | W1 1                        | Cologne Falconets    | 36   | Crailsheim Hurricanes       | 20         |            |            |  |  |        |        |        |
| S 1           |                             |                      |      | Crailsheim Hurricanes       | 20         |            |            |  |  |        |        |        |
| W2 2          | Bochum Miners               | 40                   |      |                             |            |            |            |  |  |        |        |        |
| W2 2          | Bochum Miners               | 40                   | W1 1 | Cologne Falconets           | 44         |            |            |  |  |        |        |        |
|               |                             |                      |      | Cologne Falconets           | 44         |            |            |  |  |        |        |        |
|               | W1 2                        | Cologne Ronin Ladies | 0    |                             |            |            |            |  |  |        |        |        |
| N 1           | W1 2                        | Cologne Ronin Ladies | 0    | Braunschweig Lady Lions     | 6          |            |            |  |  |        |        |        |
| N 1           |                             |                      |      | Braunschweig Lady Lions     | 6          |            |            |  |  |        |        |        |
| W1 2          | Cologne Ronin Ladies        | 22                   |      |                             |            |            |            |  |  |        |        |        |
| W1 2          | Cologne Ronin Ladies        | 22                   | W2 1 | Wuppertal Greyhounds Ladies | 0          |            |            |  |  |        |        |        |
|               |                             |                      | W2 1 | Wuppertal Greyhounds Ladies | 0          |            |            |  |  |        |        |        |
|               | W1 2                        | Cologne Ronin Ladies | 12   |                             |            |            |            |  |  |        |        |        |
| W2 1          | W1 2                        | Cologne Ronin Ladies | 12   | Wuppertal Greyhounds Ladies | 34         |            |            |  |  |        |        |        |
| W2 1          |                             |                      |      | Wuppertal Greyhounds Ladies | 34         |            |            |  |  |        |        |        |
| S 2           | Stuttgart Scorpions Sisters | 20                   |      |                             |            |            |            |  |  |        |        |        |

#### Viertelfinale
|                                     |                           |  |                   |                          |                           |  |              |
|                                     | Köln 02.09.2017 14:00 Uhr |  | Cologne Falconets | \| \| 54 : 0 \| \| \| \| | Hannover Grizzlies Ladies |  | Ostkampfbahn |
| (28:0, 12:0, 6:0, 8:0) Spielbericht | Köln 02.09.2017 14:00 Uhr |  | Cologne Falconets |                          | Hannover Grizzlies Ladies |  | Ostkampfbahn |
|                                     | 54 : 0                    |  |                   |                          |                           |  |              |
|                                     |                           |  |                   |                          |                           |  |              |

|                                 |                                |  |                       |                           |               |  |                       |
|                                 | Onolzheim 02.09.2017 15:00 Uhr |  | Crailsheim Hurricanes | \| \| 20 : 40 \| \| \| \| | Bochum Miners |  | Sportanlage Onolzheim |
| (20:14, 0:6, 0:14) Spielbericht | Onolzheim 02.09.2017 15:00 Uhr |  | Crailsheim Hurricanes |                           | Bochum Miners |  | Sportanlage Onolzheim |
|                                 | 20 : 40                        |  |                       |                           |               |  |                       |
|                                 |                                |  |                       |                           |               |  |                       |

|                                    |                                   |  |                         |                          |                      |  |            |
|                                    | Braunschweig 03.09.2017 14:00 Uhr |  | Braunschweig Lady Lions | \| \| 6 : 22 \| \| \| \| | Cologne Ronin Ladies |  | Rote Wiese |
| (0:0, 0:0, 6:8, 0:14) Spielbericht | Braunschweig 03.09.2017 14:00 Uhr |  | Braunschweig Lady Lions |                          | Cologne Ronin Ladies |  | Rote Wiese |
|                                    | 6 : 22                            |  |                         |                          |                      |  |            |
|                                    |                                   |  |                         |                          |                      |  |            |

|                        |                                |  |                             |                           |                             |  |               |
|                        | Wuppertal 03.09.2017 16:00 Uhr |  | Wuppertal Greyhounds Ladies | \| \| 34 : 20 \| \| \| \| | Stuttgart Scorpions Sisters |  | Gelber Sprung |
| (22:6, 6:0, 0:14, 6:0) | Wuppertal 03.09.2017 16:00 Uhr |  | Wuppertal Greyhounds Ladies |                           | Stuttgart Scorpions Sisters |  | Gelber Sprung |
|                        | 34 : 20                        |  |                             |                           |                             |  |               |
|                        |                                |  |                             |                           |                             |  |               |

#### Halbfinale
|                           |                             |  |               |                           |                   |  |                         |
|                           | Bochum 10.09.2017 16:00 Uhr |  | Bochum Miners | \| \| 12 : 36 \| \| \| \| | Cologne Falconets |  | Sportanlage Schultenhof |
| (0:16, 0:14, 6:00:6, 6:0) | Bochum 10.09.2017 16:00 Uhr |  | Bochum Miners |                           | Cologne Falconets |  | Sportanlage Schultenhof |
|                           | 12 : 36                     |  |               |                           |                   |  |                         |
|                           |                             |  |               |                           |                   |  |                         |

|                      |                                |  |                             |                          |                      |  |               |
|                      | Wuppertal 17.09.2017 16:00 Uhr |  | Wuppertal Greyhounds Ladies | \| \| 0 : 12 \| \| \| \| | Cologne Ronin Ladies |  | Gelber Sprung |
| (0:0, 0:0, 0:6, 0:6) | Wuppertal 17.09.2017 16:00 Uhr |  | Wuppertal Greyhounds Ladies |                          | Cologne Ronin Ladies |  | Gelber Sprung |
|                      | 0 : 12                         |  |                             |                          |                      |  |               |
|                      |                                |  |                             |                          |                      |  |               |

#### Finale
|                       |                           |  |                   |                          |                      |  |              |
|                       | Köln 23.09.2017 13:00 Uhr |  | Cologne Falconets | \| \| 44 : 0 \| \| \| \| | Cologne Ronin Ladies |  | Ostkampfbahn |
| (8:0, 30:0, 6:0, 0:0) | Köln 23.09.2017 13:00 Uhr |  | Cologne Falconets |                          | Cologne Ronin Ladies |  | Ostkampfbahn |
|                       | 44 : 0                    |  |                   |                          |                      |  |              |
|                       |                           |  |                   |                          |                      |  |              |